# Betschdorf
Cet article concerne le village de Betschdorf. Pour le musée, voir Musée de la poterie de Betschdorf.
Betschdorf [bɛtʃdɔʁf]  est une commune française située dans le nord dans la circonscription administrative du Bas-Rhin et, depuis le 1er janvier 2021, dans le territoire de la Collectivité européenne d'Alsace, en région Grand Est.
Cette commune se trouve dans la région historique et culturelle d'Alsace.
Elle résulte de la fusion d'Oberbetschdorf et Niederbetschdorf en 1971.
Elle est réputée pour son artisanat de poterie en grès au sel.

## Géographie
La localité se trouve à l'entrée de la région naturelle Outre-Forêt.

### Communes limitrophes
Les communes limitrophes sont  Haguenau, Hoffen, Leutenheim, Rittershoffen, Soultz-sous-Forêts et Surbourg.
| Soultz-sous-Forêts | Hoffen     | Rittershoffen |
| Surbourg           | Betschdorf |               |
|                    | Haguenau   | Leutenheim    |

### Hydrographie
La commune est dans le bassin versant du Rhin au sein du bassin Rhin-Meuse. Elle est drainée par la Sauer, le ruisseau le Bachgraben, le ruisseau Eschengraben, le ruisseau Krummwierselgraben et le ruisseau le Weiherbach,.
La Sauer, d'une longueur de 64 km, prend sa source dans la commune de Lembach et se jette  dans le Rhin en rive gauche à Munchhausen, après avoir traversé 19 communes. 

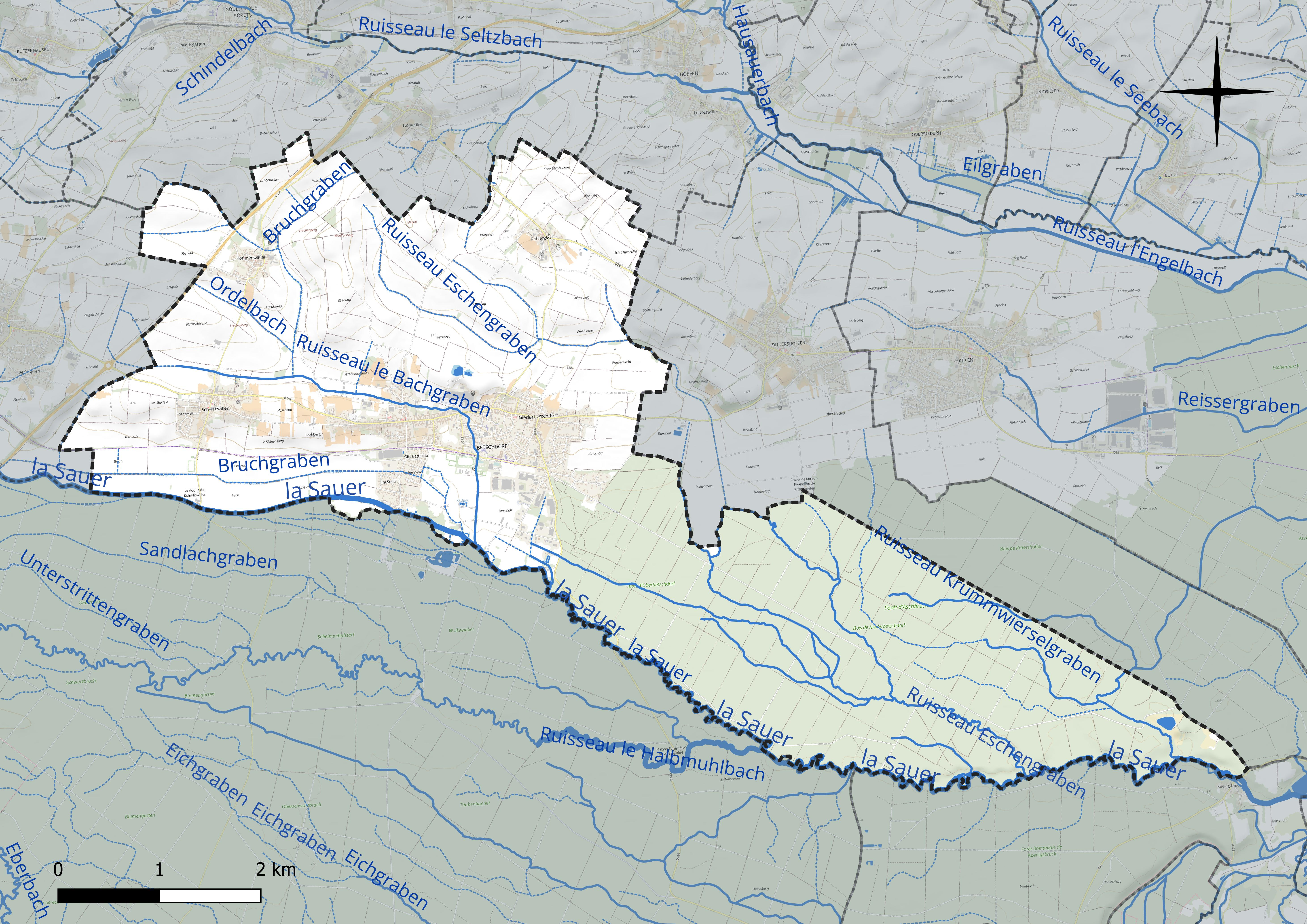
Réseau hydrographique de Betschdorf.

### Climat
Pour des articles plus généraux, voir Climat du Grand Est et Climat du Bas-Rhin.
En 2010, le climat de la commune est de type climat des marges montargnardes, selon une étude du Centre national de la recherche scientifique s'appuyant sur une série de données couvrant la période 1971-2000. En 2020, Météo-France publie une typologie des climats de la France métropolitaine dans laquelle la commune est exposée à un climat semi-continental et est dans la région climatique  Alsace, caractérisée par une pluviométrie faible, particulièrement en automne et en hiver, un été chaud et bien ensoleillé, une humidité de l’air basse au printemps et en été, des vents faibles et des brouillards fréquents en automne (25 à 30 jours). 
Pour la période 1971-2000, la température annuelle moyenne est de 10,6 °C, avec une amplitude thermique annuelle de 17,8 °C. Le cumul annuel moyen de précipitations est de 802 mm, avec 10,5 jours de précipitations en janvier et 10,1 jours en juillet. Pour la période 1991-2020, la température moyenne annuelle observée sur la station météorologique de Météo-France la plus proche, « Preuschdorf », sur la commune de Preuschdorf à 9 km à vol d'oiseau, est de 11,3 °C et le cumul annuel moyen de précipitations est de 834,2 mm. 
La température maximale relevée sur cette station est de 39,8 °C, atteinte le 4 juillet 2015 ; la température minimale est de −19,9 °C, atteinte le 8 janvier 1985,,. 
Les paramètres climatiques de la commune ont été estimés pour le milieu du siècle (2041-2070) selon différents scénarios d'émission de gaz à effet de serre à partir des nouvelles projections climatiques de référence DRIAS-2020. Ils sont consultables sur un site dédié publié par Météo-France en novembre 2022.

## Urbanisme

### Typologie
Au 1er janvier 2024, Betschdorf est catégorisée bourg rural, selon la nouvelle grille communale de densité à sept niveaux définie par l'Insee en 2022.
Elle appartient à l'unité urbaine de Betschdorf, une unité urbaine monocommunale constituant une ville isolée,. La commune est en outre hors attraction des villes,.

### Occupation des sols
L'occupation des sols de la commune, telle qu'elle ressort de la base de données européenne d’occupation biophysique des sols Corine Land Cover (CLC), est marquée par l'importance des territoires agricoles (48,1 % en 2018), en diminution par rapport à 1990 (51,9 %). La répartition détaillée en 2018 est la suivante : terres arables (42,3 %), forêts (39,5 %), zones urbanisées (7,8 %), zones agricoles hétérogènes (3,9 %), cultures permanentes (1,9 %), zones industrielles ou commerciales et réseaux de communication (1,8 %), milieux à végétation arbustive et/ou herbacée (1,8 %), mines, décharges et chantiers (1,1 %). L'évolution de l’occupation des sols de la commune et de ses infrastructures peut être observée sur les différentes représentations cartographiques du territoire : la carte de Cassini (XVIIIe siècle), la carte d'état-major (1820-1866) et les cartes ou photos aériennes de l'IGN pour la période actuelle (1950 à aujourd'hui).

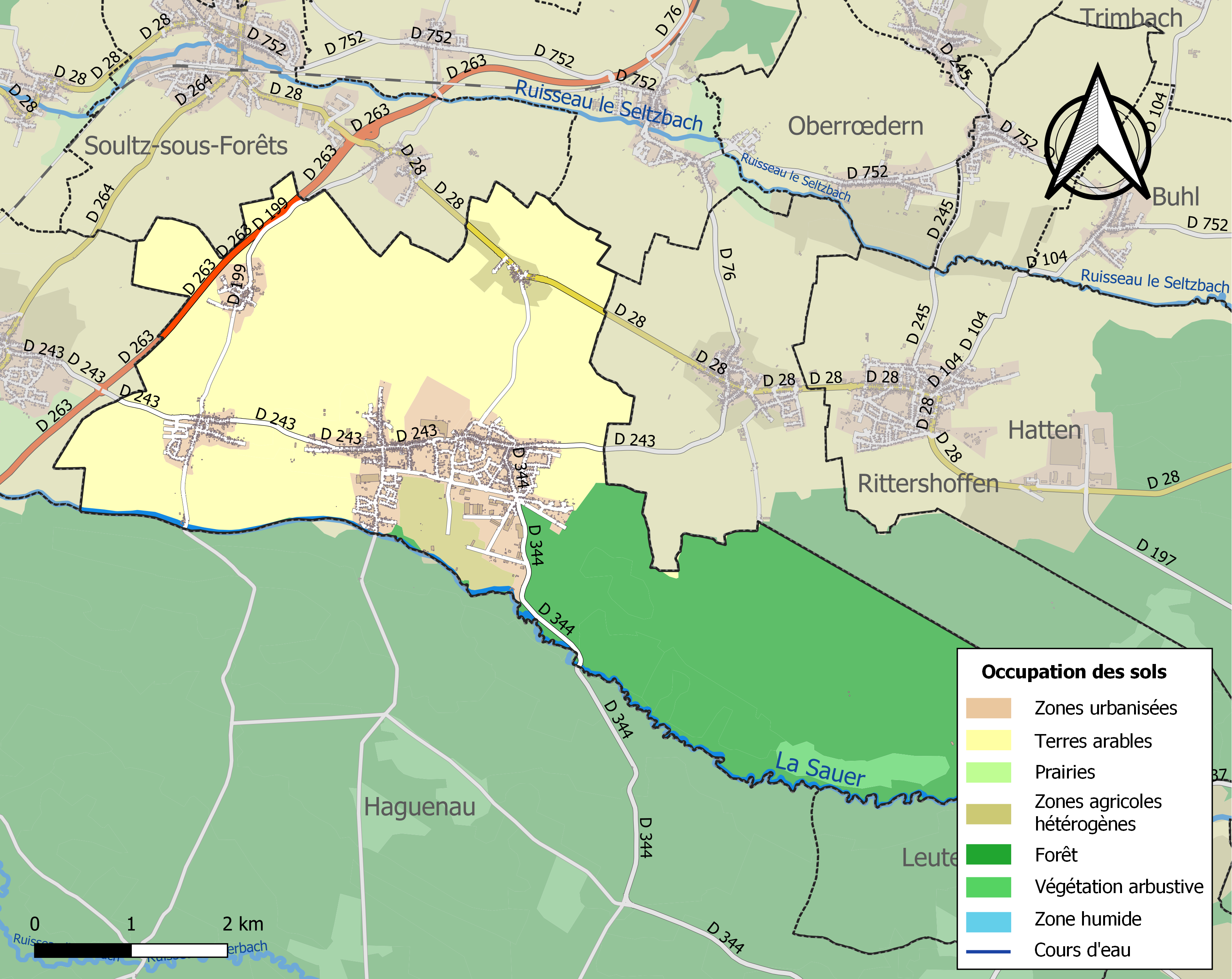
Carte des infrastructures et de l'occupation des sols de la commune en 2018 (CLC).

## Histoire

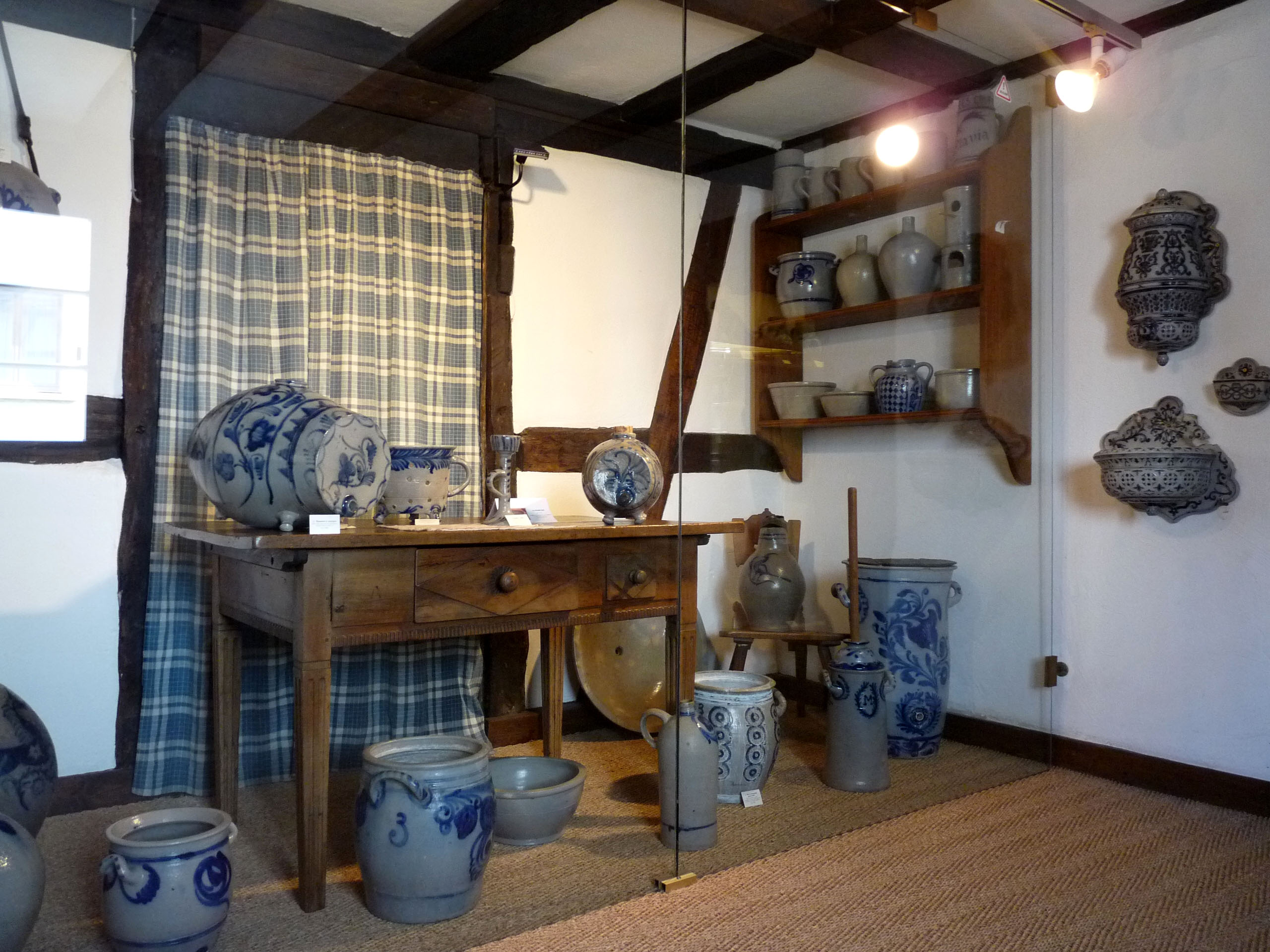
Symphonie en gris et bleu au Musée de la poterie.

Betschdorf est un site déjà occupée par les Celtes et les Romains. Au haut Moyen Âge, le village fait partie de la seigneurie du Hattgau (chef-lieu Hatten). En 1332, il passe sous contrôle des Lichtenberg puis des Hanau-Lichtenberg. Le village se range du côté des Rustauds en 1525 et sera durement pénalisé.
En 1586 arrive un certain Knoetchen, potier allemand qui apporte avec lui le secret de fabrication de la poterie de grès. Le long de la Sauer se trouve en quantité de la terre argileuse. Rapidement, Betschdorf devient un centre de production et fournit la vaisselle d'une bonne partie de la région. En 1717, une autre vague de potiers venus de Rhénanie s'y installe. Depuis le village lie sa prospérité à cette poterie, d'une notoriété comparable à celle de Soufflenheim, caractérisée par les pièces de grès gris à décor bleu vernissées par projection de sel lors de la cuisson.
Les six artisans qui subsistent encore utilisent la technique ancestrale de grès verni au sel, ce qui rend les pièces étanches et permet ainsi la conservation des aliments.
Jusqu'au 13 mars 1971, Betschdorf était scindée en deux communes, Oberbetschdorf et Niederbetschdorf, qui ont fusionné à cette date. Elle est rejointe le 1er juillet 1972 par les villages de Kuhlendorf, Reimerswiller et Schwabwiller qui fusionnent avec la commune et deviennent des communes associées.

## Politique et administration

### Liste des maires
Depuis la fusion des villages, la mairie se trouve sur le site d'Oberbetschdorf.

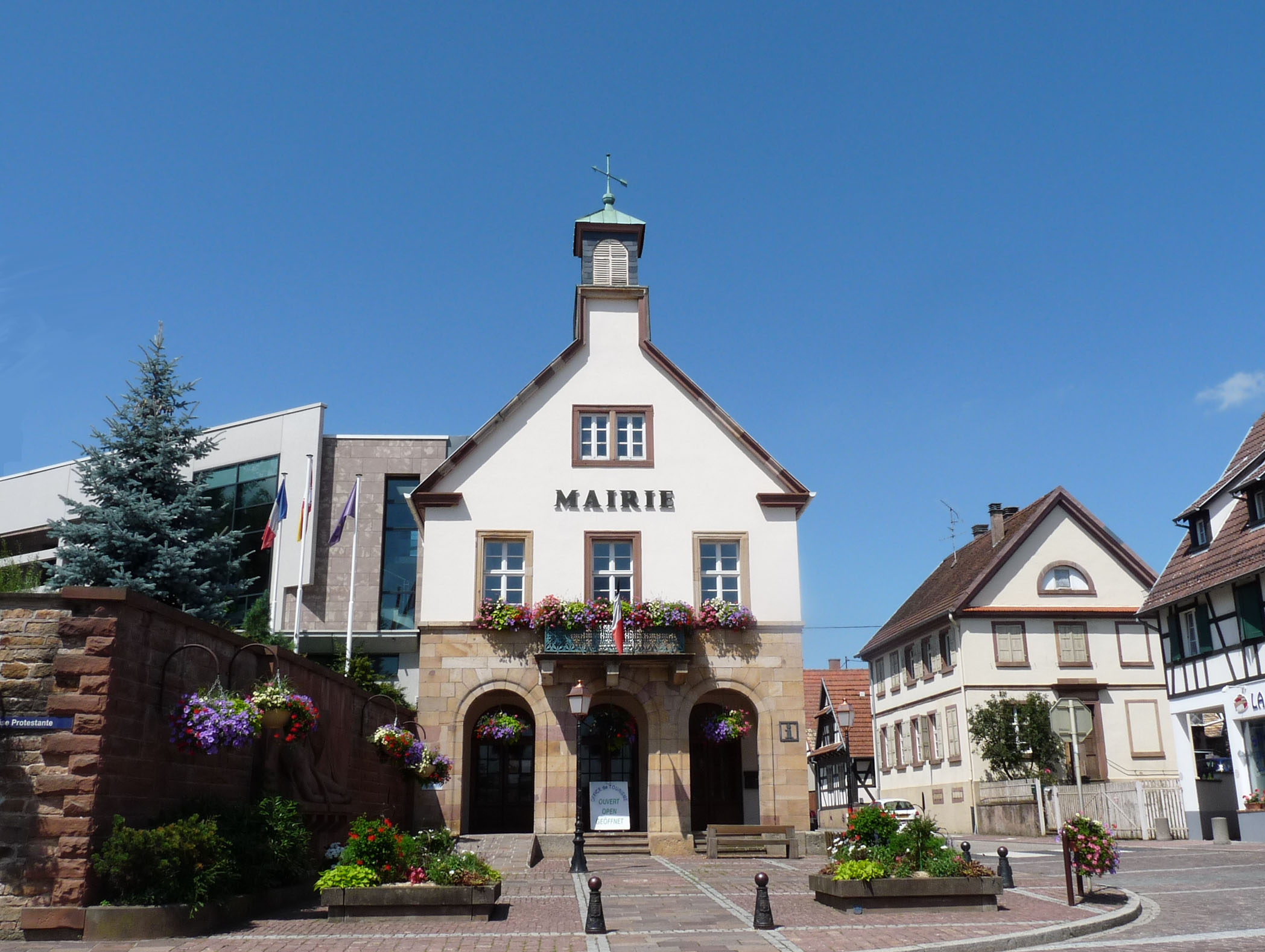
Mairie de Betschdorf.

| Période   | Période                   | Identité          | Étiquette | Qualité                                                                                           |
| --------- | ------------------------- | ----------------- | --------- | ------------------------------------------------------------------------------------------------- |
| mars 1971 | mars 1983                 | Charles Goetzmann | UDF-CDS   | Directeur de société Conseiller général du canton de Soultz-sous-Forêts (1982 → 1988)             |
| mars 1983 | mars 2001                 | Adolphe Adam      | DVD       | Professeur d'allemand                                                                             |
| mars 2001 | mars 2008                 | Antoine Remmy     | DVD       | Directeur de société                                                                              |
| mars 2008 | En cours (au 31 mai 2020) | Adrien Weiss      | DVD       | Cadre du secteur privé 4e vice-président de la CC de l'Outre-Forêt Réélu pour le mandat 2020-2026 |

| Période                                  | Période              | Identité          | Étiquette | Qualité              |
| ---------------------------------------- | -------------------- | ----------------- | --------- | -------------------- |
| Les données manquantes sont à compléter. |                      |                   |           |                      |
| ?                                        | ?                    | M. Schneider      |           |                      |
| 1959 ?                                   | février 1969 (décès) | Charles Marzolf   |           |                      |
| mars 1969                                | mars 1971            | Charles Goetzmann |           | Directeur de société |

| Période                                  | Période | Identité      | Étiquette | Qualité |
| ---------------------------------------- | ------- | ------------- | --------- | ------- |
| Les données manquantes sont à compléter. |         |               |           |         |
| ?                                        | ?       | Georges Meyer |           |         |

## Population et société

### Démographie
L'évolution du nombre d'habitants est connue à travers les recensements de la population effectués dans la commune depuis 1793. Pour les communes de moins de 10 000 habitants, une enquête de recensement portant sur toute la population est réalisée tous les cinq ans, les populations de référence des années intermédiaires étant quant à elles estimées par interpolation ou extrapolation. Pour la commune, le premier recensement exhaustif entrant dans le cadre du nouveau dispositif a été réalisé en 2008.

En 2022, la commune comptait 4 212 habitants, en évolution de +1,81 % par rapport à 2016 (Bas-Rhin : +3,17 %, France hors Mayotte : +2,11 %).
| 1793 | 1800 | 1806 | 1821  | 1831  | 1836  | 1841  | 1846  | 1851  |
| ---- | ---- | ---- | ----- | ----- | ----- | ----- | ----- | ----- |
| 546  | 662  | 868  | 1 120 | 1 238 | 1 319 | 1 342 | 1 384 | 1 365 |

| 1856  | 1861  | 1866  | 1871  | 1875  | 1880  | 1885  | 1890  | 1895  |
| ----- | ----- | ----- | ----- | ----- | ----- | ----- | ----- | ----- |
| 1 135 | 1 290 | 1 343 | 1 361 | 1 350 | 1 285 | 1 236 | 1 105 | 1 066 |

| 1900  | 1905  | 1910  | 1921  | 1926  | 1931  | 1936  | 1946  | 1954  |
| ----- | ----- | ----- | ----- | ----- | ----- | ----- | ----- | ----- |
| 1 028 | 1 197 | 1 156 | 1 174 | 1 166 | 1 163 | 1 155 | 1 281 | 1 167 |

| 1962  | 1968  | 1975  | 1982  | 1990  | 1999  | 2006  | 2008  | 2013  |
| ----- | ----- | ----- | ----- | ----- | ----- | ----- | ----- | ----- |
| 1 100 | 1 135 | 3 038 | 3 371 | 3 628 | 3 727 | 3 940 | 4 001 | 4 119 |

| 2018  | 2022  | - | - | - | - | - | - | - |
| ----- | ----- | - | - | - | - | - | - | - |
| 4 185 | 4 212 | - | - | - | - | - | - | - |

Populations des villages avant les fusions de 1971 et 1972 (recensement de 1968) :
- Niederbetschdorf : 1 059 personnes ;
- Oberbetschdorf : 1 135 personnes ;
- Kulhendorf : 95 personnes ;
- Reimerswiller : 182 personnes ;
- Schwabwiller : 377 personnes.

### Services à la population
- Un des patios de l'école élémentaire.Poste.
- Centre commercial (Intermarché).
- Maternelle.

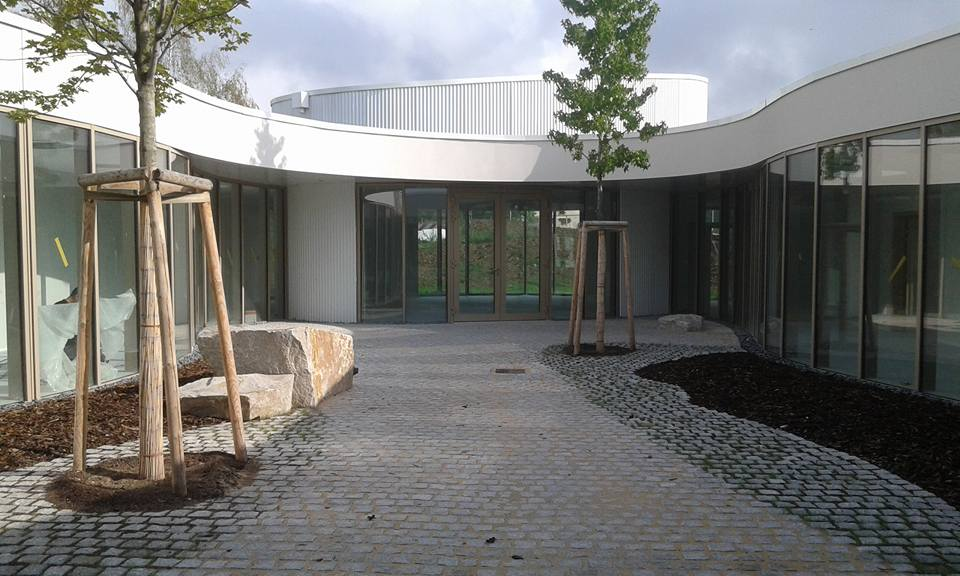
Un des patios de l'école élémentaire.

- École élémentaire (fusion des deux écoles en 2015).
- Maison de retraite.
- Maison des sports et loisirs (deux salles aux dimensions de terrain de handball, dojo, salles de danse).
- Piscine.
- Pompiers : Soultz-sous-Forêts.
- Gendarmerie : Soultz-sous-Forêts.
- Collège de secteur : collège de l'Outre-Forêt à Soultz-sous-Forêts.
- Lycée de secteur : lycée Stanislas à Wissembourg.

### Sports et Associations
Liste non - exhaustive.
- Association Sportive Betschdorf (A.S.B) est une association omnisports regroupant 7 sections : football, handball, judo, tir, nihon jujutsu, tennis et fitness.
- NAVECO (nage, vélo, course) club de triathlon.
- La Vague Betschdorf/Drachenbronn est un club de natation.
- L'E.C.B. (expression corporelle Betschdorf) est un club de danse moderne.
- Le TT Betschdorf est un club de tennis de table.
- S.L.D.B -Sports loisirs et détente Betschdorf- badminton, zumba, cross training et dance kid.

## Économie
Au XVIIIe siècle, une concession a été accordée pour l'exploitation de puits de pétrole. Plusieurs sondages ont été effectués avec succès à une profondeur de 60 m environ. En 1865, le puits de Schwabwiller n'est plus qu'« un trou de sonde à l'orifice duquel on voit nager un bitume mélangé avec de l'eau, qu'il est facile de recueillir ».

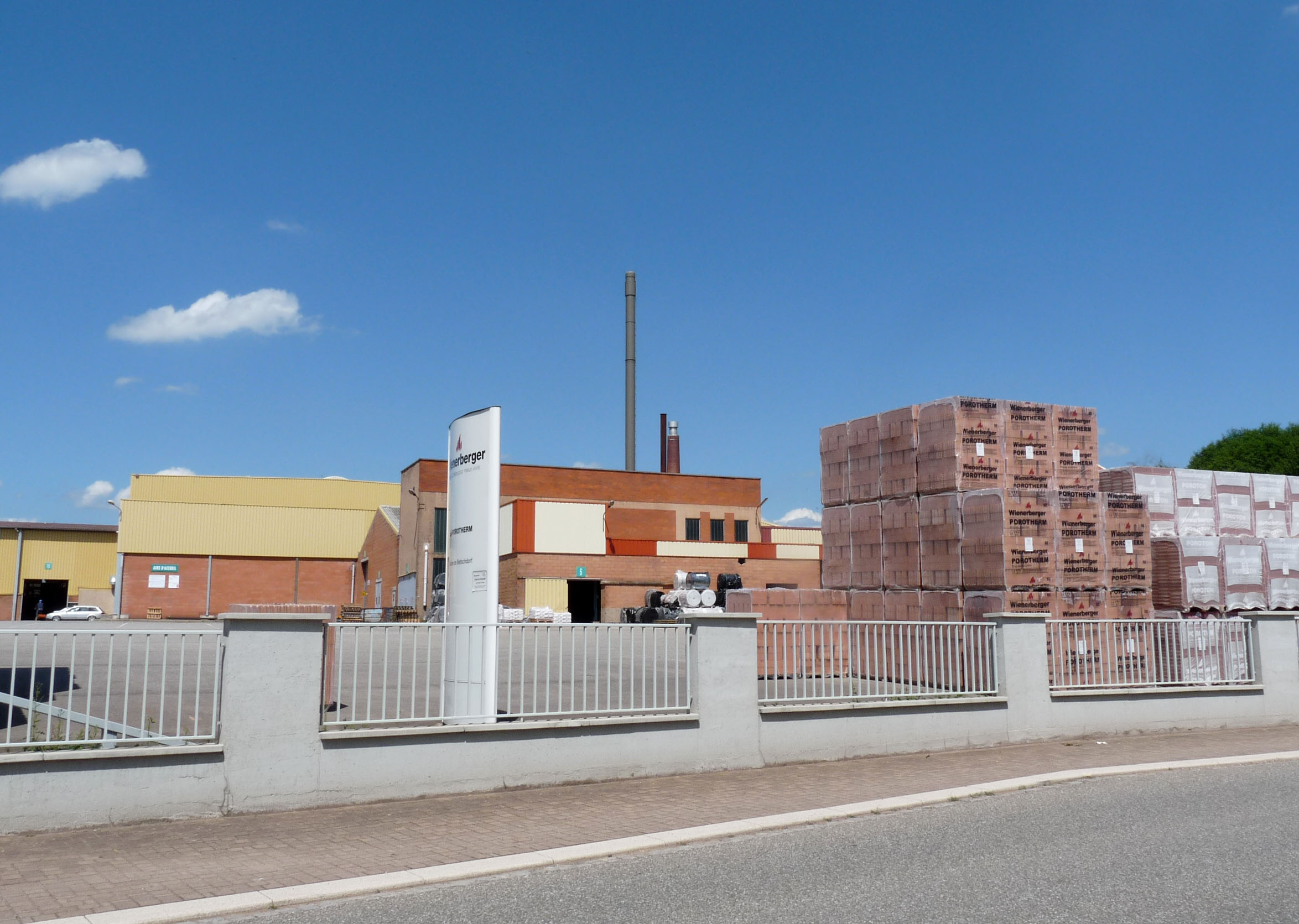
Usine de brique en terre cuite « Wienerberger ».

Historiquement le village était tourné vers ses potiers. Aujourd'hui, les principales entreprises du tissu économique du village sont : 
- Pentair ;
- Wienerberger ;
- Aloxan.

## Culture locale et patrimoine

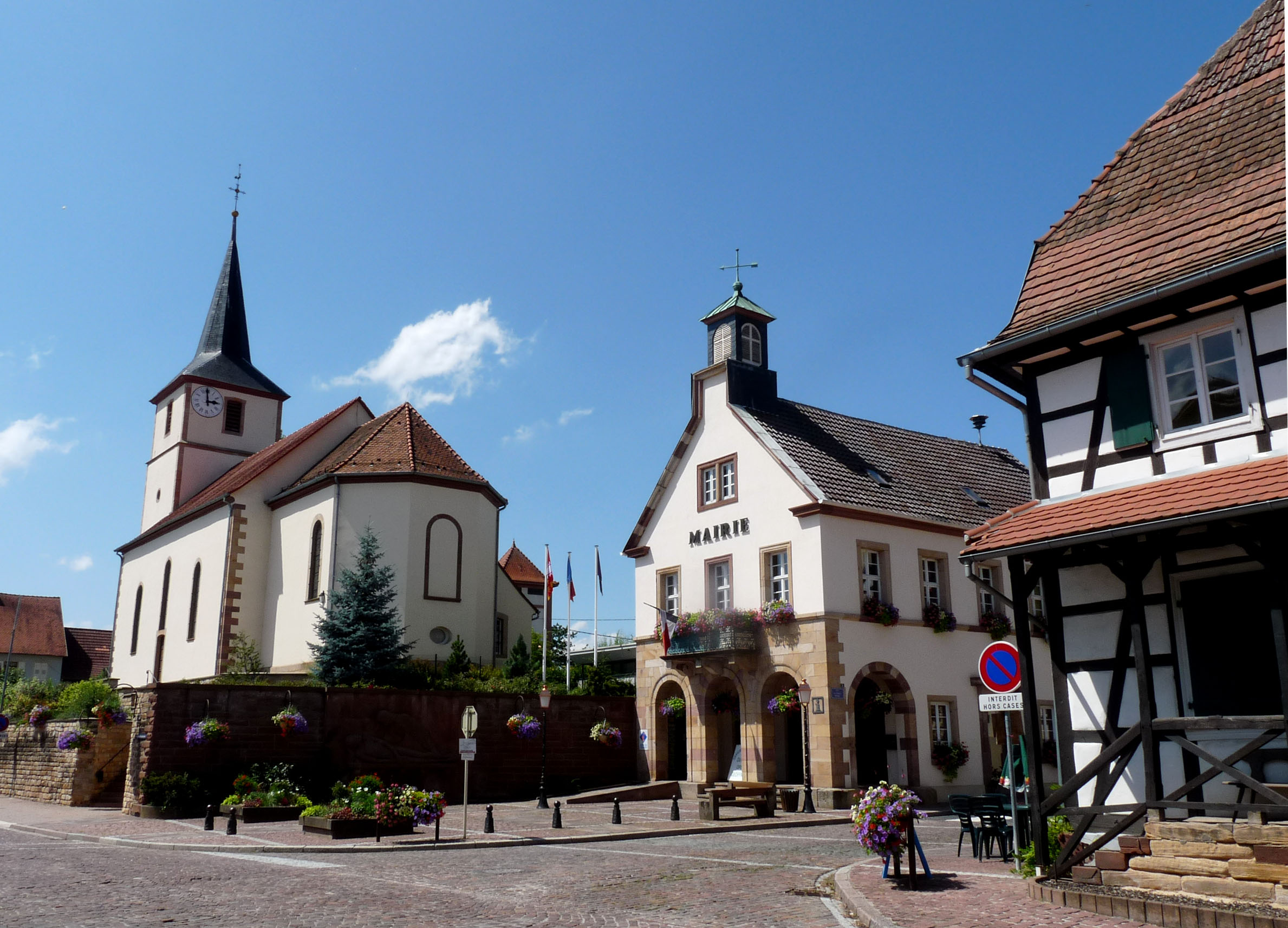
Église et mairie.

### Lieux et monuments
Issue de la fusion de cinq villages, Betschdorf possède plusieurs églises :
- Église Saint-Laurent[27] ;
- Église Saint-Georges[28] ;
- Église Saint-Jean-Baptiste[29] ;
- Église Assomption-de-la-Vierge[30] ;

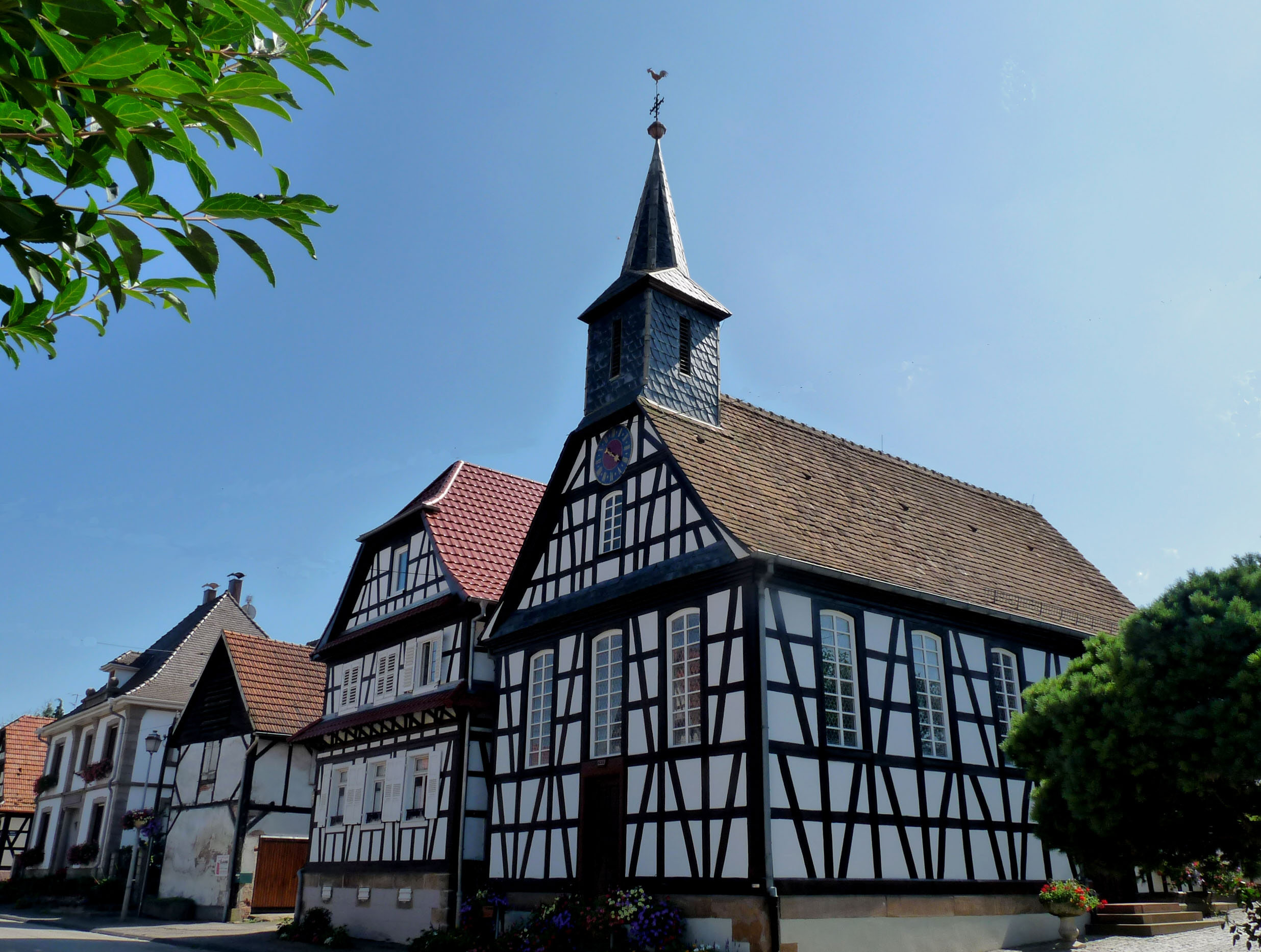
L'église de Kuhlendorf.

- Église de Kuhlendorf : cette église protestante à pans de bois est une des rares églises d'Alsace à colombages, l'architecture traditionnelle des habitations rurales[31]. Construite en 1820, elle était destinée à servir à la fois d'oratoire et d'école : Bet- und Schulhaus. L'accès à l'église se faisait par la porte donnant sur la rue et on entrait dans l'école par une porte latérale. Le logement de l'instituteur se trouvait au premier étage. Le bâtiment a été rénové en 1987. Désormais on pénètre dans l'église par l'ancienne salle de classe sur le côté. Quoique orienté différemment, le mobilier est d'origine. Les vitraux sont neufs, l'orgue date de 1977. Les façades et les toitures sont inscrites aux Monuments historiques par un arrêté du 24 janvier 1978[32].

Édifices civils :
- Musée de la poterie
- Maison du potier, unité potière de grès au sel inscrite au titre des Monuments historiques en 2022[33]

### Héraldique
| Blason de Betschdorf | Blason  | Coupé : au premier d'or au lion issant de gueules, au second d'azur à la cruche de grès d'argent. |
| Blason de Betschdorf | Détails |                                                                                                   |